# Vinebre
Vinebre è un comune spagnolo di 450 abitanti situato nella comunità autonoma della Catalogna.